# 楊陽 (短道速滑)
楊陽（1977年9月14日—），回族，籍貫吉林長春，前中國短道速滑運動員，現時為國家隊的女子短道速滑女子隊助理教練。
为免于和出生於1976年的另一位女子短道速滑運動員楊揚混淆，人们因此稱她為「小楊陽」，称楊揚为“大楊揚”；而英文则基于两人出生月份以“Yang Yang（S）”和“Yang Yang（A）”来区分她们。

## 生涯
楊陽早於1983年開始滑冰，在1995年，楊陽在世界錦標賽贏得女子接力賽冠軍，又在亞洲錦標賽取得500米與接力賽的冠軍。翌年，楊陽在亞洲冬季運動會的短道速滑女子接力賽取得金牌，個人500米得銅牌，並且在世錦賽的接力賽成為亞軍得主。
1997年，「小楊陽」在世界錦標賽的女子個人1500米小項獲得季軍，次年的世界錦標賽中，再次成為接力賽的冠軍，又在世界團體錦標賽得到團體冠軍，同年，楊陽在長野冬季奧運分別在女子3000米接力賽、女子個人1000米以及500米3個小項中都取得銀牌。
為中國取得3面銀牌後的一年，楊陽在世錦賽得到兩個冠軍和兩個亞軍，以及1個的季軍，而在世界團體錦標賽中成為了團體冠軍的一員，另在世界杯方面，楊陽成為接力賽、1000米賽事的冠軍，與500米的亞軍和1500米的季軍。同一年，楊阳於亞洲冬季運動會得到女子個人1500米的銅牌。次年，楊陽蟬聯世界團體錦標賽的團體冠軍，在世界錦標賽得到接力冠軍、500米與1000米的亞軍，和女子全能賽的季軍，並且成為了世界杯女子個人500米以及女子接力賽的冠軍人物。
2001年與2002年，楊陽的得獎數目減少，分別在世錦賽得到500米與1000米的季軍與全能賽的殿軍，以及鹽湖城冬季奧運的女子接力小項銀牌和女子個人1000米的銅牌。後來，楊陽當了國家隊的女子短道速滑女子隊助理教練，繼續為中國短道速滑作出貢獻，並於都靈冬季奧運與劉翔等人成為火炬手之一。

## 外部連結
- 有關「小楊陽」的介紹 （页面存档备份，存于）
- 國際奧林匹克委會有關楊陽的介紹 （页面存档备份，存于）（英語）
- 杨阳-国际滑冰联盟（ISU）
- 杨阳 （页面存档备份，存于）-olympedia